# Coccus leurus
Coccus leurus är en insektsart som beskrevs av De Lotto 1966. Coccus leurus ingår i släktet Coccus och familjen skålsköldlöss. Inga underarter finns listade i Catalogue of Life.